# Leprechaun (serie de películas)
Leprechaun es una serie de películas de terror y comedia que está compuesta por ocho películas, La serie inicia en 1993 con Leprechaun (filmada en 1991), se centra en un duende malvado y asesino llamado "Lubdan" (aunque nunca revela su nombre), quien, cuando alguien toma su oro, recurre a todos los medios necesarios para recuperarlo. La serie no está en orden cronológico. El actor inglés Warwick Davis interpreta el papel principal en todas las películas salvo en Leprechaun: Orígenes y Leprechaun Returns, donde fue sustituido por Dylan Postl y Linden Porco, respectivamente. En Hispanoamérica la saga es conocida como El duende maldito.

## Lista de Películas
| Películas                          | Director              | Escritor(es)                                                      | Productor(es)                                             |
| ---------------------------------- | --------------------- | ----------------------------------------------------------------- | --------------------------------------------------------- |
| Leprechaun (1993)                  | Mark Jones            | Mark Jones                                                        | Mark Amin & Jeffrey B. Mallian                            |
| Leprechaun 2 (1994)                | Rodman Flender        | Turi Meyer & Al Septien                                           | Donald P. Borchers & Mark Jones                           |
| Leprechaun 3 (1995)                | Brian Trenchard-Smith | David DuBos                                                       | Mark Amin, Jeff Geoffray, Walter Josten & Henry Seggerman |
| Leprechaun 4: In Space (1997)      | Brian Trenchard-Smith | Dennis A. Pratt & Scott Atkins                                    | Mark Amin, Jeff Geoffray & Walter Josten                  |
| Leprechaun In The Hood (2000)      | Rob Spera             | Doug Hall, John Huffman, Alan Reynolds, Rob Spera & William Wells | Bruce David Risen, Darin Spillman & Mike Upton            |
| Leprechaun: Back 2 tha Hood (2003) | Steven Ayromlooi      | Steven Ayromlooi                                                  | Mike Upton                                                |
| Leprechaun: Origins (2014)         | Zach Lipovsky         | Harris Wilkinson                                                  | Chris Foss, Michael Luisi                                 |
| Leprechaun Returns (2018)          | Steven Kostanski      | Suzanne Keilly                                                    | Josh Van Houdt, Daniel Iron & Lance Samuels               |